# Pesé
Pesé is een plaats en gemeente (in Panama un distrito genoemd) in de provincie Herrera in Panama. In 2015 was het inwoneraantal 13.000.
De gemeente bestaat uit devolgende acht deelgemeenten (corregimiento): Pesé (de hoofdplaats, cabecera), El Barrero, El Ciruelo, El Pájaro, El Pedregoso, Las Cabras, Rincón Hondo en Sabanagrande.